# ロケ芸人最強決定戦 外王
『ロケ最強芸人決定戦 外王』（ロケげいにんさいきょうけっていせん そとおう）は、フジテレビ系列で2018年と2019年に放送されたバラエティ番組。

## 概要
漫才・コント・ピン・女芸人など、毎年さまざまな王が誕生する中でこれまで審査されることのなかった分野「ロケ」の王を決める。既に他の番組でもこなしているロケの達人と呼ばれている若手芸人4組が競うロケバラエティ番組。

## 出演者
MC
- 宮川大輔
- 千鳥（大悟・ノブ）

ゲスト
- 堂本剛（KinKi Kids）

ロケ芸人
第1回
- ダイアン（西澤裕介・津田篤宏）
- かまいたち（濱家隆一・山内健司）
- 銀シャリ（鰻和弘・橋本直）
- 三四郎（小宮浩信・相田周二）

第2回
- かまいたち（濱家隆一・山内健司）
- 流れ星（ちゅうえい・瀧上伸一郎）
- トータルテンボス（大村朋宏・藤田憲右）
- ミキ（昴生・亜生）

ナレーション
- 堀場亮佑

## 放送日一覧
| 回数  | 放送日                  | 放送時間（JST） | ロケ地       | 優勝者     | 備考                         |
| ----- | ----------------------- | --------------- | ------------ | ---------- | ---------------------------- |
| 第1回 | 2018年8月15日（水曜日） | 01:35 - 02:35   | 静岡県熱海市 | かまいたち | 『Tナイト』枠で放送。        |
| 第2回 | 2019年3月17日（日曜日） | 16:05 - 17:25   | 新潟県長岡市 | かまいたち | 『日曜スペシャル』枠で放送。 |

## スタッフ
第2回放送分
- 企画・演出：飛田竜平（アルファ・グリッド）
- 作家：藤井直樹、安部裕之、平田喜之（平田以外のメンバー2人は第1回〜）・小笠原英樹
- TP：児玉洋（フジテレビ）
- TM：橋本雄司
- CAM：吉原喜久（第1回〜）、藤田銀矢、宮崎健司、遠藤俊洋、吉川和彦、河野昌寿、川治諒祐
- CA：森妃香里、川上修平
- AUD：高橋幸則、松本良道、大村匡充（松本以外のメンバー2人は第1回〜）
- VE：齋藤雄一（第1回〜）、石井利幸
- PA：溝口賢蔵、佐々木洋
- マルチ：野崎裕康
- LD：根本進（第1回〜）、堀田耕二、堀江泰輔、黒井宏行、西野大介、甲斐則行、佐藤清隆、伊藤弘苗
- 車両：山崎雄輝、中澤慧、藤岡圭輔
- TK：海老澤廉子
- デスク：榎本かすみ
- スチール：市田周造（第1回〜）、藤田真
- 美術制作：双川正文（フジテレビ）
- デザイナー：邨山直也（フジテレビ）
- アートコーディネーター：鈴木あみ
- 大道具：畠山茂
- アクリル装飾：犬塚健
- 装飾：小柳幸絵
- 造園：後藤健
- メイク：山田かつら
- CG：鈴木鉄平（フジテレビ、第1回ではCGディレクター）
- CGディレクター：佐々木優介（第1回ではCGデザイナー）
- 題字：中塚翠涛
- 協力：IMAGICA Lab.、ニユーテレス、fmt、デジデリック、マルチバックス（マルチ→第2回のみ）
- 編集：丸山美穂、粟野千春、十文字美賀、酒井麻衣、山口香織（丸山・粟野・十文字→第1回ではオペレーター、酒井→第1回ではアシスタントと表記）
- 編集アシスタント：藤井優季、佐藤瞳、蒲原知英奈、望月翔平、末吉華、副島大悟、松井侑菜、小池隆介（藤井・蒲原→第1回ではアシスタントと表記）
- MA：木村亮允（第1回〜）、中村美来
- 音響効果：阿部雄大
- BGM制作：渡辺裕太
- AD：平山高輝、城山海周（城山→フジテレビ）、長野百里（長野→第1回〜）、清水藍己、野田雄大
- FD：岩田信歩
- ディレクター：杉野幹典（フジテレビ、第1回〜）、堀正義（ABCリブラ）、海野友梨（ディ・コンプレックス）、峠奈緒、間島陸（間島→第1回ではAD）、藤原麻衣（藤原→アルファ・グリッド、第1回では制作進行と兼務）
- プロデューサー：蜜谷浩弥・河合ちはる（フジテレビ、河合→第1回ではAP）、井口毅（ABCリブラ）、古賀太隆（ディ・コンプレックス）、菊地裕衣子（蜜谷以外のメンバーは第2回）
- チーフプロデューサー：中嶋優一（フジテレビ）
- 制作：フジテレビ編成局制作センター第二制作室
- 制作著作：フジテレビ

### 過去のスタッフ
- 構成：板倉輝（第1回）
- CAM：池田幸弘、秋山勇人、澤田浩、田中澄雄[2]
- CA：山下紗世、加藤弘樹[2]
- AUD：西森公二（第1回）
- 照明：浅野陽一、藤沢勝、紙透貴仁、松浦喬史[2]
- 車両：岡本貴幸、前田邦之、瀬谷勲[2]
- デザイナー助手：西出光豊（フジテレビ、第1回）
- 編集：小川将司（第1回）
- 編集アシスタント：清水詩生、渡部友香、市川達也、若本綾香、齊藤彩野[2]
- CG：吉澤真純（第1回）
- 編成：情野誠人（フジテレビ、第1回）
- AD：小川颯英、浦島杏奈、長沼杏佳、サ・センイ[2]
- AP：八木未果子、足立宰[2]

## 関連番組
- M-1グランプリ
- R-1ぐらんぷり
- キングオブコント
- 女芸人No.1決定戦 THE W
- THE MANZAI
- 日本お笑い史
- 冠大会